# Antoine Ferrier
Antoine Ferrier, mort en 1454, est un prélat français du XVe siècle, chapelain de l'Ordre du Croissant. Il était maître de la chapelle de René Ier d'Anjou, roi de Sicile, et son épouse. Il appartient à la famille du saint Vincent Ferrier.

## Biographie
Antonio Bretone dit Ferrier archevêque de Sorrente est élu évêque d'Orange 1442. Son premier acte d'évêque est d'unir le prieuré de Mornas à la manse de son chapitre. Il assista, le 3 décembre 1448, à la translation des reliques des Trois Maries, présidée par le roi René Ier d'Anjou.
Il ordonne en 1453, que le prévôt et le syndic du chapitre fournit  aux domestiques et serviteurs des chanoines, sains ou malades, des aliments et toutes les choses nécessaires à la vie.

## Sources
1. 1 2  Emile Perrier, p. 65.

- Joseph, Antoine Bastet, Essai historique sur les évêques du Diocèse d'Orange
- Émile Perrier, Les chevaliers du Croissant : essai historique et héraldique, Lafolye frères (Vannes). 1906. 1 vol. (70 p.) : ill. ; in-8. Voir en ligne